# Jennifer Love Hewitt

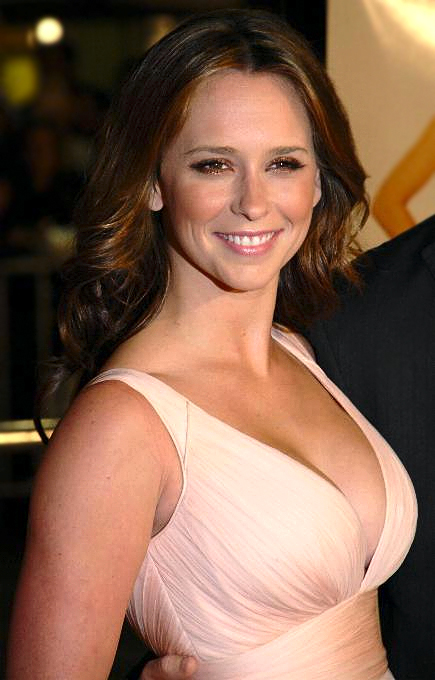
Jennifer Love Hewitt (2008)

Jennifer Love Hewitt (* 21. Februar 1979 in Waco, Texas) ist eine US-amerikanische Schauspielerin und Sängerin. Im deutschsprachigen Raum wurde sie vor allem durch die Rolle der Sarah Reeves bekannt, die sie in den Serien Party of Five und New York Life – Endlich im Leben! spielte. Große Popularität erlangte Jennifer Love Hewitt auch durch ihre Hauptrolle in den ersten beiden Teilen von Ich weiß, was du letzten Sommer getan hast und als Hauptdarstellerin der Serie Ghost Whisperer – Stimmen aus dem Jenseits sowie als Hauptdarstellerin der Serie 9-1-1 als Maddie Buckley.

## Leben
Hewitt ist nach ihrem Bruder das zweite Kind ihrer Eltern, die sich trennten, als sie sechs Monate alt war. Die Kinder wuchsen bei der Mutter in der texanischen Kleinstadt Killeen auf.
Nachdem Hewitt schon im Kindesalter mit einer texanischen Showtruppe erste Bühnenerfahrungen gesammelt hatte, rieten Talentsucher, die inzwischen 10-Jährige möge wegen der besseren Karrierechancen nach Los Angeles ziehen. Sie folgte dem Rat und ging mit ihrer Mutter nach Kalifornien, während ihr Bruder in Texas blieb, um dort seinen Schulabschluss zu machen. Schnell erhielt Hewitt erste Angebote für Werbeaufnahmen und kam von 1989 bis 1991 bei der Disney-Channel-Kindersendung Kids Incorporated unter. Es folgten einige Rollen bei weniger erfolgreichen Fernsehproduktionen, alle noch als Love Hewitt. 1993 kam sie, nun unter ihrem vollständigen Namen, zu ihrer ersten Rolle in einem Kinofilm – sie spielte die Margaret in Sister Act 2 – In göttlicher Mission.
Der eigentliche Durchbruch gelang ihr als Sarah Reeves in der Fernsehserie Party of Five, in der sie von 1995 bis 1999 mitwirkte. 1997 hatte Hewitt mit dem Film Ich weiß, was du letzten Sommer getan hast einen weiteren Kinoerfolg. Von 1999 bis 2000 verkörperte sie dann Sarah Reeves auch in dem Spin-off New York Life – Endlich im Leben!. 2001 spielte sie an der Seite von Sigourney Weaver, Gene Hackman und Jason Lee in der Heiratsschwindler-Komödie Heartbreakers – Achtung: Scharfe Kurven!. Im gleichen Jahr wurde sie für die Rolle als Paige Matthews in Charmed – Zauberhafte Hexen angefragt, Hewitt lehnte jedoch ab. Im Jahr 2002 lieh sie ihre Stimme der Madellaine in der 20. Direct-To-Video-Produktion Der Glöckner von Notre Dame 2 der Walt Disney Studios. Von 2005 bis 2010 übernahm sie die Hauptrolle des Mediums Melinda Gordon in der Fantasy-Mystery-Fernsehserie Ghost Whisperer – Stimmen aus dem Jenseits, für die sie auch als Produzentin mitverantwortlich war.
2010 folgte die Hauptrolle in dem Fernsehfilm Die Liste, die ihr 2011 eine Golden-Globe-Nominierung einbrachte. Hewitt spielte darin eine ehemalige Schönheitskönigin, die nach dem sozialen Abstieg ihrer Familie gezwungen ist, der Arbeit in einem Massage-Salon nachzugehen. Diese Rolle übernahm sie auch von 2012 bis 2013 in der gleichnamigen Lifetime-Fernsehserie, die auf dem Fernsehfilm basierte. Die Serie wurde nach zwei Staffeln im November 2013 nach einem Streit zwischen ihr und den Produzenten über die kreative Ausrichtung einer weiteren Staffel vom Sender eingestellt.
In der zehnten Staffel der Serie Criminal Minds verkörperte sie als Nachfolgerin von Jeanne Tripplehorn Special Agent Kate Callahan. Nach dem Ende der Staffel verließ sie die Serie, um sich um ihr zweites Kind kümmern zu können.
Neben ihrer Arbeit als Schauspielerin ist Hewitt auch Sängerin. Im März 2010 erschien ihr Buch The Day I Shot Cupid.

## Privatleben
In den Jahren 2001 und 2002 war sie mit dem Schauspieler und Sänger Patrick Wilson liiert. Von November 2007 bis Ende 2008 war sie mit Ross McCall verlobt. 2009 bis März 2010 hatte sie eine Liaison mit Jamie Kennedy, ihrem Schauspielkollegen aus Ghost Whisperer.
Von Juli 2010 bis Anfang Mai 2011 war sie mit dem Schauspieler, Regisseur und Drehbuchautor Alex Beh zusammen.
Anfang Juni 2013 wurde bekannt, dass sie sich mit ihrem Schauspielkollegen Brian Hallisay aus The Client List nach 15 Monaten verlobt hatte. Die spätere Heirat blieb für die Öffentlichkeit geheim, der Hochzeitstermin wurde nicht bekannt gegeben. Im November 2013 wurden die beiden Eltern eines Mädchens und im Juni 2015 kam ihr Sohn zur Welt. Am 9. September 2021 bekamen sie ein weiteres Kind.

## Filmografie (Auswahl)

### Als Schauspielerin
- 1993: Kleine Millionärin in Not (Little Miss Millions)
- 1993: Sister Act 2 – In göttlicher Mission (Sister Act 2: Back in the Habit)
- 1995–1999: Party of Five (Fernsehserie, 99 Folgen)
- 1996: Hausarrest (House Arrest)
- 1997: No Night Stand (Trojan War)
- 1997: Ich weiß, was du letzten Sommer getan hast (I Know What You Did Last Summer)
- 1998: Das Leben und Ich (Boy Meets World, Fernsehserie, Folge 5x17)
- 1998: Ich kann’s kaum erwarten! (Can’t Hardly Wait)
- 1998: Ich weiß noch immer, was du letzten Sommer getan hast (I Still Know What You Did Last Summer)
- 1999: The Suburbans – The Beat Goes On! (The Suburbans)
- 1999: The Audrey Hepburn Story (Fernsehfilm)
- 1999–2000: New York Life – Endlich im Leben! (Time of Your Life, Fernsehserie, 19 Folgen)
- 2001: Heartbreakers – Achtung: Scharfe Kurven! (Heartbreakers)
- 2002: Der Glöckner von Notre Dame 2 (The Hunchback of Notre Dame II)
- 2002: The Tuxedo – Gefahr im Anzug (The Tuxedo)
- 2003: Shortcut to Happiness – Der Teufel steckt im Detail (The Devil and Daniel Webster)
- 2004: Eine Weihnachtsgeschichte nach Charles Dickens – Musical (A Christmas Carol)
- 2004: Garfield – Der Film (Garfield: The Movie)
- 2004: The Truth About Love – oder: Was du niemals wissen wolltest… (The Truth About Love)
- 2004: If Only
- 2005: Verlieben verboten (Confessions of a Sociopathic Social Climber)
- 2005–2010: Ghost Whisperer – Stimmen aus dem Jenseits (Ghost Whisperer, Fernsehserie, 107 Folgen)
- 2006: Garfield 2 (Garfield: A Tail of Two Kitties)
- 2008: Delgo
- 2008: Tropic Thunder
- 2010: Die Liste (The Client List, Fernsehfilm)
- 2010: Café – Wo das Leben sich trifft (Café)
- 2010: Law & Order: Special Victims Unit (Fernsehserie, Folge 12×03 Behave)
- 2011: The Lost Valentine
- 2011–2014: Hot in Cleveland (Fernsehserie, 3 Folgen)
- 2012: Jewtopia
- 2012–2013: The Client List (Fernsehserie, 25 Folgen)
- 2014–2015: Criminal Minds (Fernsehserie, 23 Folgen)
- seit 2018: 9-1-1: Notruf L.A. (9-1-1, Fernsehserie)
- 2021: Hunde – Allein zu Hause (Pups Alone, Stimme)
- 2024: The Holiday Junkie (Fernsehfilm)
- 2025: Ich weiß, was du letzten Sommer getan hast (I Know What You Did Last Summer)

### Als Produzentin/Regisseurin
Hewitt führte bereits in mehreren Filmen und Serien Regie. Sie besitzt die Filmproduktionsfirma Fedora Films.
- 1999: New York Life – Endlich im Leben
- 2000: The Audrey Hepburn Story
- 2004: If Only
- 2005–2010: Ghost Whisperer – Stimmen aus dem Jenseits (Ghost Whisperer, Fernsehserie)
- 2010: Die Liste (The Client List, Fernsehfilm)
- 2012–2013: The Client List (Fernsehserie)

## Diskografie

### Alben
- 1992: Love Songs (nur Japan)
- 1995: Let’s Go Bang (nur US)
- 1996: Jennifer Love Hewitt
- 2002: Barenaked
- 2006: Cool With You: Platinum Collection (nur USA)

### Singles
- 1990: Heart of Glass
- 1995: Couldn’t Find Another Man (Promo-CD)
- 1996: No Ordinary Love (Promo-CD)
- 1998: How Do I Deal
- 2002: Barenaked
- 2002: Hey Everybody (Australische Promo-CD)
- 2003: Can I Go Now
- 2013: I’m a Woman (USA, Download)

### DVD-Single
- 2002: Can I Go Now

### Zusammenarbeit
- 1999: Auftritt im Musikvideo von Lyte Funkie Ones in der Single Girl on TV
- 1999: Auftritt im Musikvideo von Smash Mouth in der Single I Can’t Get Enough of You Baby
- 2001: Auftritt im Musikvideo zu Enrique Iglesias’ Song Hero

## Auszeichnungen für Musikverkäufe
| Goldene Schallplatte - Australien - 1999: für die Single How Do I Deal - 2002: für die Single Barenaked - 2003: für die Single Can I Go Now |

| Land/RegionAuszeichnungen für Musikverkäufe (Land/Region, Auszeichnungen, Verkäufe, Quellen) | Gold     | Platin | Verkäufe | Quellen     |
| -------------------------------------------------------------------------------------------- | -------- | ------ | -------- | ----------- |
| Australien (ARIA)                                                                            | 3× Gold3 | —      | 105.000  | aria.com.au |
| Insgesamt                                                                                    | 3× Gold3 | —      |          |             |

## Auszeichnungen
Golden Globe Award
- 2011: Nominiert in der Kategorie Beste Hauptdarstellerin – Mini-Serie oder TV-Film für Die Liste

Emmy Award
- 2006: Nominiert als beste Hauptdarstellerin in einer Dramaserie für Ghost Whisperer – Stimmen aus dem Jenseits